# Bertachar
Bertachar také Berthachar (485? - 530?) byl durynským králem pravděpodobně od roku 510 do roku 525, kdy spoluvládl se svými bratry Hermanafridem a Baderichem.
Bertachar pravděpodobně nebyl durynského původu. Franské zdroje, především Venantius Fortunatus popisuje Bertachara a jeho bratry jako syny krále Bisina. Některé zdroje je popisují jako syny Bisinovy manželky Menie či Basiny, kterou franský historik Řehoř z Tours také označil jako Bisinovu manželku. Mnoho historiků však sňatek Bisina s Basinou odmítají a považují ho za nevěrohodný a nepodložený, za jedinou manželku Bisina označují Menii.
Bertacharovo panování započalo pravděpodobně v letech 507 až 511. V boji o moc byl zavražděn svým bratrem Herminafriedem, který později zavraždil i svého druhého bratra Badericha a stal se jediným vládcem Durynska. K atentátu na Bertachara patrně došlo již v roce 525, i když Herbert Schida uvádí rok Bertacharovy smrti až rok 530.
Bertachar měl jednu dceru a v závislosti na různých zdrojích měl ještě jednoho či několik synů, jejichž jména dochované franské zdroje nezmiňují. Jeho dcera Radegunda po smrti otce přešla do opatrovnictví Hermanafrieda. Po Hermanafriedově útěku byla zajatá a přepravená do merovejské Galie, kde se v dospělosti provdala za franského krále Chlothara I. Později založila opatství Svatého Kříže v Poitiers. Radegunda je v katolické církvi uctívaná jako svatá. Její přátelé Baudovinia a Venantius Fortunatus vytvořili její dvě hagiografie. Fortunatus upřesňuje, že byla z durynské oblasti, dcera krále Bertachara a vnučka krále Bisina.

### Primární zdroj
- FORTUNATUS, Venantius Honoricus Clementianus. Vita Sanctae Radegundis. Hanover: ed. Bruno Krusch. MGH SS rer. Merov. 2, 1888. Dostupné online. S. 364–377.. (latinsky)